# Beethoven Javier
Beethoven Javier (* 20. Juni 1947 in Treinta y Tres; † 9. August 2017) war ein uruguayischer Fußballspieler und -trainer.

## Karriere

### Spielertätigkeit

#### Vereine
Defensivakteur Javier gehörte zu Beginn seiner Karriere mindestens 1968 der Mannschaft Nacional Montevideos an. Von 1974 bis 1980, nach anderen Quellen von 1976 bis 1979, spielte er für Club Atlético Defensor in der Primera División. Mit Defensor gewann er 1976 erstmals in der Vereinsgeschichte die uruguayische Meisterschaft. Im Folgejahr trat er mit dem von Mario Patrón trainierten Team in der Copa Libertadores an. 1982 wirkte er als Spieler des Colón FC unter Trainer Líber Aríspe, seinem vormaligen Mitspieler bei Defensor, am Gewinn der Meisterschaft der Segunda División mit. In der anschließenden Relegationsrunde um den Erstligaaufstieg scheiterte die Mannschaft jedoch.

#### Nationalmannschaft
Javier debütierte am 6. Oktober 1976 in der uruguayischen A-Nationalmannschaft. In der Folgezeit absolvierte er insgesamt fünf Länderspiele. Einen Treffer erzielte er nicht. Sein letzter Länderspieleinsatz in der „Celeste“ datiert vom 15. Juni 1977.

#### Erfolge
- Uruguayischer Meister: 1976

### Trainerlaufbahn
Beethoven Javier schlug nach der aktiven Karriere eine Trainerlaufbahn ein. 1988 war er mindestens im August während der Copa Conmebol Trainer bei Huracán Buceo. 2001 trainierte er die Mannschaft Central Españols. Von Juli 2007 bis 12. November 2007 hatte er die Cheftrainerposition bei Miramar Misiones inne.
Auch beim Colón FC, River Plate Montevideo und dem Club Atlético Rentistas wirkte er als Trainer.